# Sukhoi Su-29
El Sukhoi Su-29 (en ruso: Сухой Су-29) es un avión acrobático biplaza ruso  fabricado por la firma Sukhoi  propulsado por un motor radial de  268 kW (360 cv). Fue diseñado en base al Su-26 y mantiene muchos desarrollos y detalles técnicos de su predecesor. Debido al amplio uso de materiales compuestos, y siendo de esos materiales en el 60% de su construcción estructural, su peso vacío se incrementó solo 50 kg comparado con el del Su-26.
Es ideal para la educación acrobática de pilotos iniciales, entrenamientos en vuelo y participación de pilotos en competencias acrobáticas y shows del aire, así como para el mantenimiento en vuelo de pilotos profesionales militar y civil. Voló por primera vez en 1991 y se fabrica en serie desde 1992.

## Usuarios
Rusia
DOSAAF
 Argentina
La Escuadrilla de Alta Acrobacia Cruz del Sur de la Fuerza Aérea Argentina tuvo ocho unidades en servicio. Fueron dados de baja en el año 2010 por falta de repuestos.

El 5 de mayo de 2021, la Fuerza Aérea Argentina publicó en Boletín Oficial el inicio de la subasta pública para vender la totalidad de las aeronaves.
 Austria
Flying Bulls
 República Checa
Escuadrilla Acrobática Checa

## Especificaciones (Sukhoi Su-29)

### Características generales
- Tripulación: 2
- Longitud: 7,32 m
- Envergadura: 8,20 m
- Altura: 2,87 m
- Superficie alar: 12,24 m²
- Peso vacío: 760 kg
- Peso máximo al despegue: 1.100 kg
- Planta motriz: 1× Motor radial de 9 cilindros Vedeneyev M14P.
  - Potencia: 265 kW 360 cv
- Hélices: 1× MTV-9CL250-27 tripala de paso variable de madera laminada recubierta de fibra de carbono de 2.5 m (origen Alemania) por motor.

### Rendimiento
- Velocidad nunca excedida (Vne): 450 km/h
- Velocidad máxima operativa (Vno): 340 km/h
- Velocidad crucero (Vc): 295 km/h
- Velocidad de entrada en pérdida (Vs): 110 km/h
- Radio de acción: km
- Alcance en combate: km
- Alcance en ferry: 965 km
- Techo de vuelo: 4.000 m
- Régimen de ascenso: 18 m/s
- Coeficiente de carga: De -10 G a 12 G

## Aviones similares
- Sukhoi Su-26
- Extra 300
- Zivko Edge 540
- CAP 232
- MX2